# Иодид свинца(II)
Иодид свинца(II) — неорганическое соединение, соль свинца и иодоводородной кислоты, с формулой PbI2. При нормальных условиях представляет собой диамагнитные жёлтые кристаллы гексагональной сингонии. Вещество растворяется в горячей воде, мало растворимо в холодной. 

## Физические свойства
Иодид свинца(II) образует жёлтые кристаллы, малорастворимые в воде. Плавится при 412 °C, кипит при 872 °C. Плотность 6,16 г/см3.

## Химические свойства
- Растворяется в концентрированной иодоводородной кислоте, концентрированных растворах щелочей и иодидов щелочных металлов:

{\displaystyle {\ce {2 NaI + PbI2 -> Na2[PbI4]}}}
- На свету и при нагревании разлагается:

{\displaystyle {\ce {PbI2 -> Pb + I2}}}
- Окисляется кислородом до оксида свинца(II) при нагревании[1]:

{\displaystyle {\ce {2 PbI2 + O2 -> 2PbO + 2 I2}}}

## Получение
Получается осаждением из растворов солей Pb(II) иодидами:
{\displaystyle {\ce {Pb(NO3)2 + 2 NaI -> PbI2 v + 2 NaNO3}}}

## Применение
Применяется как пигмент для красок (жёлтая кассельская). Используется также для воздействия на погоду.

## Физиологическое действие
Дииодид свинца ядовит, как и все соединения свинца. Может привести к тяжелым отравлениям этим токсичным металлом.